# Suaeda articulata
Espèce
Suaeda articulata est une espèce d'arbustes de la famille des Amaranthaceae.